# 馬会駅
馬会駅（ばかいえき）は、中華人民共和国 マカオ特別行政区タイパ島に位置するマカオLRTタイパ線の駅である。

## 歴史
- 2019年12月10日: 開業[1]。

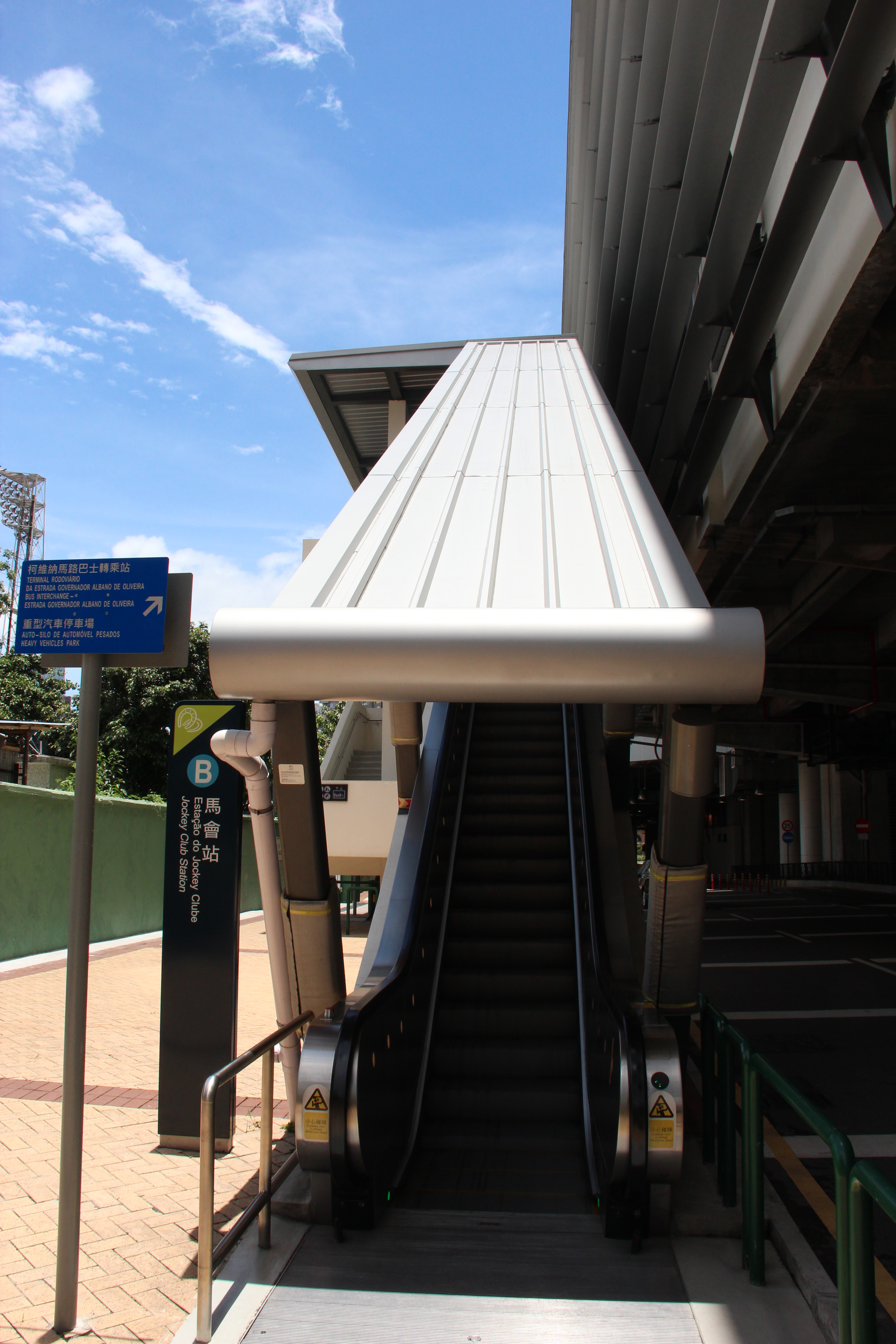
B出入口(2024年7月)

## 隣の駅
マカオLRT
■タイパ線
海洋駅 - 馬会駅 - 運動場駅